# Telimena rhoina
Telimena rhoina är en svampart som först beskrevs av Ellis & Everh., och fick sitt nu gällande namn av Theiss. & Syd. 1915. Telimena rhoina ingår i släktet Telimena och familjen Phyllachoraceae.   Inga underarter finns listade i Catalogue of Life.